# Saint-Barthélemy (Vaud)
Pour les articles homonymes, voir Saint-Barthélemy.
Saint-Barthélemy est une commune suisse du canton de Vaud, située dans le district du Gros-de-Vaud. Citée dès 1097 sous le nom de Goumoens-le-Châtel, elle fait partie du district d'Échallens de 1803 à 2007. La commune est peuplée de 806 habitants en 2022. Son territoire, d'une surface de 412 hectares, se situe dans la région du Gros-de-Vaud et est traversé par le Talent.

## Histoire

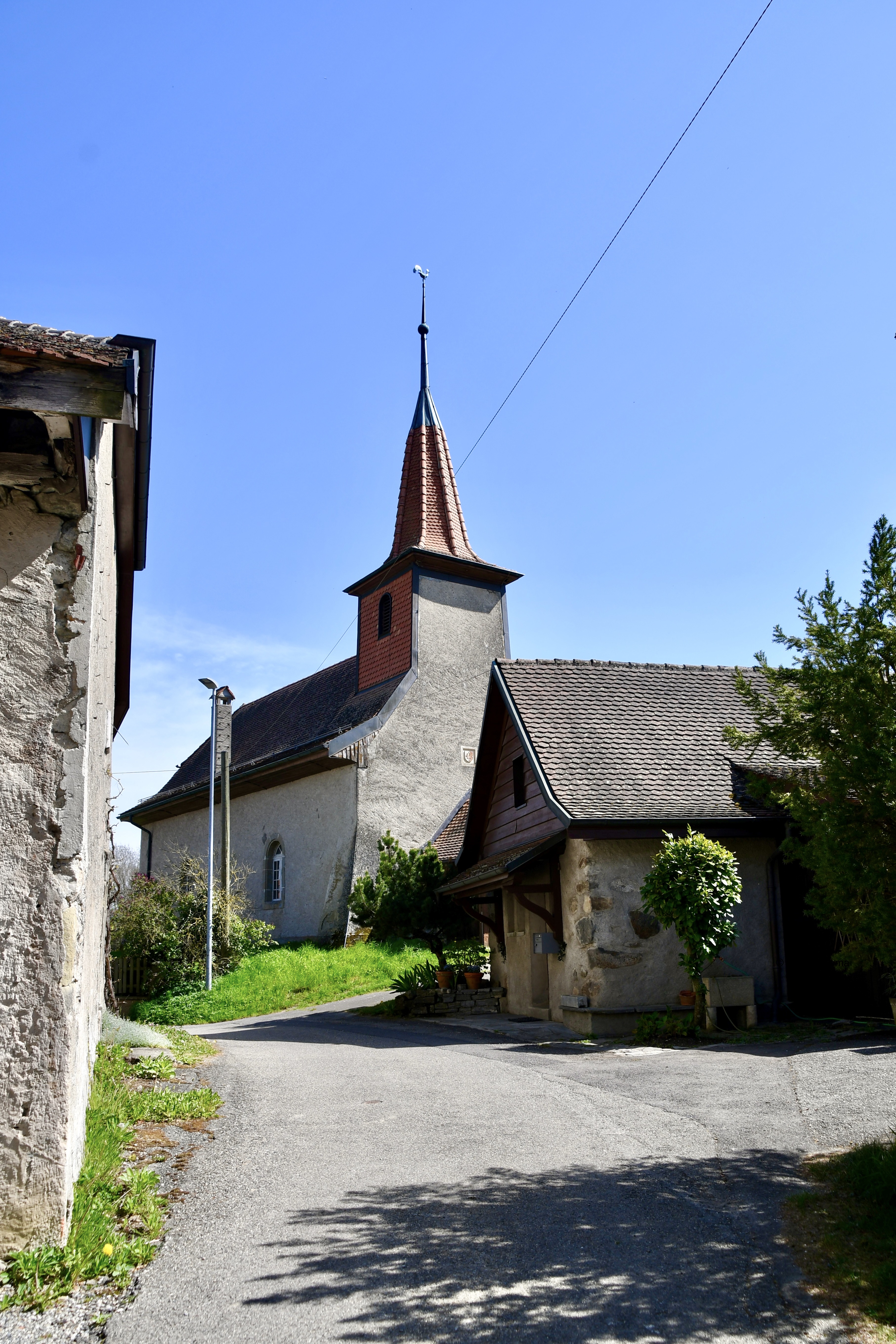
Le temple protestant.

Originellement, le village est appelé Goumoens-le-Châtel depuis sa première mention en 1097. C'est en effet ici que se dresse le château de Goumoens, construit par Jacques de Goumoens, et propriété familiale jusqu'en 1518 ; cette même année, le village changera de nom pour prendre celui de Saint-Barthélemy. Entre 1476 et 1798, le village fait partie du bailliage commun d'Orbe et d'Echallens.
Après l'invasion bernoise de 1536, la Réforme protestante n'aura que peu de succès dans le village ; l'église, originellement fondée au XIIe siècle par les moines du couvent de Romainmôtier et dédiée à l'apôtre saint Barthélemy, est reconstruite par les Bernois et sert alors aux protestants et aux catholiques jusqu'en 1801, date de la construction d'une nouvelle église catholique, qui sera reconstruite 60 ans plus tard.

### Héraldique
| Armes de Saint-Barthélémy | Les armes de la commune de Saint-Barthélémy se blasonnent ainsi : Parti d'argent et de gueules, au château accompagné en chef, aux flancs et en pointe de quatre coquilles, le tout de l'un à l'autre. |

## Géographie

Photo aérienne (1964).

La surface totale de la commune de Saint-Barthélemy représente 414 hectares qui se décomposent en : 30 ha de surfaces d'habitat et d'infrastructure, 334 ha de surfaces agricoles, 49 ha de surfaces boisées et enfin 1 ha de surfaces improductives (lacs et cours d'eau par exemple). Dans le détail en 2005, les aires industrielles et artisanales représentent 0,24 % du territoire communal, les maisons et bâtiments 4,11 %, les routes et infrastructures de transport 2,42 %, les zones agricoles 66,18 % et les zones arboricoles et viticoles moins de 1 %[réf. nécessaire].
Jusqu'à sa dissolution, la commune faisait partie du district d'Échallens. Depuis le 1er septembre 2008, elle fait partie du nouveau district du Gros-de-Vaud. Elle a des frontières communes avec Assens, Bioley-Orjulaz, Bettens, Échallens, Goumoëns et Oulens-sous-Échallens.
Le territoire communal, d'une surface totale de 4,1 km², s'étend sur le plateau doucement vallonné du Gros-de-Vaud et est traversé d'est en ouest par les méandres du Talent qui a creusé une vaste plaine dans la molasse du plateau, en aval du village Saint-Barthélemy. Au sud-est de la commune s'étend la plaine de la Mortigue, un affluent du Talent alors que le nord-est est occupé par la forêt du bois du Mont. Le plateau ne présente que de faibles vallonnement : si l'altitude moyenne de la commune se situe à environ 590 mètres, son point culminant n'est qu'à 613 mètres.
En plus du village de Saint-Barthélemy, la commune compte également le hameau de Bretigny situé sur la rive sud du Talent, ainsi que plusieurs exploitations agricoles dispersées.

## Politique
Lors des élections fédérales suisses de 2011, la commune a voté à 36,27 % pour l'Union démocratique du centre. Les deux partis suivants furent le Parti socialiste suisse avec 17,74 % des suffrages et les Verts avec 15,63 %.
Lors des élections cantonales au Grand Conseil de mars 2011, les habitants de la commune ont voté pour le Parti socialiste à 25,91 %, l'UDC à 24,49 %, l'Alliance du centre à 20,77 %, le Parti libéral-radical à 16,24 % et les Verts à 12,59 %.	
Sur le plan communal, Saint-Barthélemy  est dirigé par une municipalité formée de 5 membres et dirigée par un syndic pour l'exécutif et un Conseil communal, composé de 35 élus, dirigé par un président et secondé par un secrétaire, pour le législatif.

## Population

### Surnoms
Les habitants de la commune sont surnommés les Agasses (les pies en patois vaudois),.
Ceux du hameau de Bretigny sont également surnommés les Suce-Miel (lè Source-Maï).

### Démographie
Saint-Barthélemy compte 806 habitants en 2022. Sa densité de population atteint 196 hab./km2.
En 2000, la population de Saint-Barthélemy est composée de 315 hommes (50,1 %) et 314 femmes (49,9 %). Il y a 562 personnes suisses (91,2 %) et 54 personnes étrangères (8,8 %). La langue la plus parlée est le français, avec 583 personnes (94,6 %). La deuxième langue est l'allemand (19 ou 3,1 %). Sur le plan religieux, la communauté catholique est la plus importante avec 332 personnes (53,9 %), suivie des protestants (166 ou 26,9 %). 82 personnes (13,3 %) n'ont aucune appartenance religieuse.
La population de Saint-Barthélemy est de 262 personnes en 1850, puis reste stable jusqu'à 246 personnes en 1930. Le nombre d'habitants s'élève à 344 en 1980. Il monte ensuite fortement, puisqu'il double en 30 ans pour atteindre 751 en 2010. Le graphique suivant résume l'évolution de la population de Saint-Barthélemy entre 1850 et 2010 :

## Transports
Saint-Barthélemy fait partie de la communauté tarifaire vaudoise Mobilis. Le bus CarPostal faisant le parcours Échallens-Bettens-Cossonay-Gare s'arrête dans la commune. Elle est également desservie par les bus sur appel Publicar, qui sont aussi un service de CarPostal.

## Économie
Jusqu'à la seconde moitié du XXe siècle, l'agriculture et l'arboriculture fruitière représentaient la plus grande part de l'économie locale. La commune s'est progressivement transformée lors de ces dernières décennies avec la construction de zones résidentielles occupées par des personnes travaillant principalement à Échallens et dans la région lausannoise.

## Monuments
Église protestante. Cette ancienne église à usage mixte (catholique et réformé) a été reconstruite en 1573. Clocheton ajouté en 1608. Au XVIIIe siècle, l'édifice reçoit un nouveau plafond lambrissé, peint d'étoiles, ainsi que de nouvelles fenêtres en plein cintre. Écusson bernois peint à la construction, en 1573, chaire datée 1746 et vitraux de 1919 par le peintre Marcel Poncet.
Église catholique. Cet imposant édifice néogothique bâti en 1862-1863, est dû à l'architecte Louis ou Thomas Ruphy.
Le château de Saint-Barthélemy, le plus ancien des trois sièges de la famille de Goumoëns, est cité dès 1097, et était appelé anciennement Goumoëns-le-Châtel. Ce n'est qu'à la fin du Moyen Âge que le site a pris le nom du vocable de l'église du village. Rebâti probablement au XIIIe siècle et incendié par les troupes bernoises en 1475, la forteresse a été transformée aux XVe et XVIe siècles. Détenue vers la fin du XVIIIe siècle par Louis-Auguste d'Affry, elle a été fortement restaurée en 1877. Nouveau complexe de bâtiments annexes en 1997, par Marie-Anne Prénat, architecte,.
Ce complexe de bâtiments est de longue date une institution accueillant des personnes handicapées mentales. Il est inscrit comme bien culturel d'importance régionale dans la liste cantonale dressée en 2009.
Monument aux nations. Louis d'Affry, propriétaire du château à la fin du XVIIIe siècle, fait ériger en 1781, par le marbrier veveysan Jean-François Doret, un exceptionnel monument polyglotte, d'esprit œcuménique, sous forme d'un obélisque en marbre de Saint-Triphon (une croix en ferronnerie a été rajoutée en 1804). Inscriptions sur chacune des quatre faces du socle : Praise God all ye nations / Völker lobet alle Gott / Laudate Deum omnes gentes / toutes les nations louez Dieu,.

## Personnalités
Le footballeur Lucien Favre et le joueur de tennis Stanislas Wawrinka sont originaires de la commune de Saint-Barthélemy, tout comme Louis d'Affry, le premier Landaman de Suisse en 1803. Eric Favre (en), l’inventeur des capsules Nespresso, vit à Saint-Barthélemy.